# Gary O'Neil
Gary O'Neil est un joueur puis entraîneur anglais de football, né le 18 mai 1983 à Beckenham en Angleterre. Il évolue comme milieu offensif.

## Biographie
Après une grave blessure subie en 2011, il est éloigné huit mois des terrains et n'effectue son retour avec West Ham que le jour du Boxing Day pour une rencontre à Birmingham City.
Après avoir été libéré de sa dernière année de contrat par West Ham, il signe un contrat d'un an avec les Queens Park Rangers.
Le 9 juin 2016, il rejoint Bristol City.
Le 9 août 2023, il a été nommé entraîneur principal de Wolverhampton. Il a été licencié le 15 décembre 2024 après une défaite contre Ipswich,.